# Piscu (gmina)
Piscu – gmina w Rumunii, w okręgu Gałacz. Obejmuje miejscowości Piscu i Vameș. W 2011 roku liczyła 4746 mieszkańców. 